# 罗锡康
罗锡康（1931年5月—2002年3月27日），贵州贵阳人，曾名罗文甫。中共第九届中央候补委员、十届中央委员。
1952年11月至1967年2月为贵阳发电厂锅炉运行工。是“贵州红色工人造反团”负责人。1967年2月至1968年1月任贵州省革命委员会常委，1969年6月至1976年10月任贵州省革命委员会副主任。1973年12月任省总工会主任。1976年11月隔离审查。1982年4月取保候审。1982年开除党籍。2002年3月27日在贵阳去世。